# Aegus platyodon bellus
Aegus platyodon bellus es una subespecie de coleóptero de la familia Lucanidae.

## Distribución geográfica
Habita en Nueva Guinea.